# Ama-no-Uzume

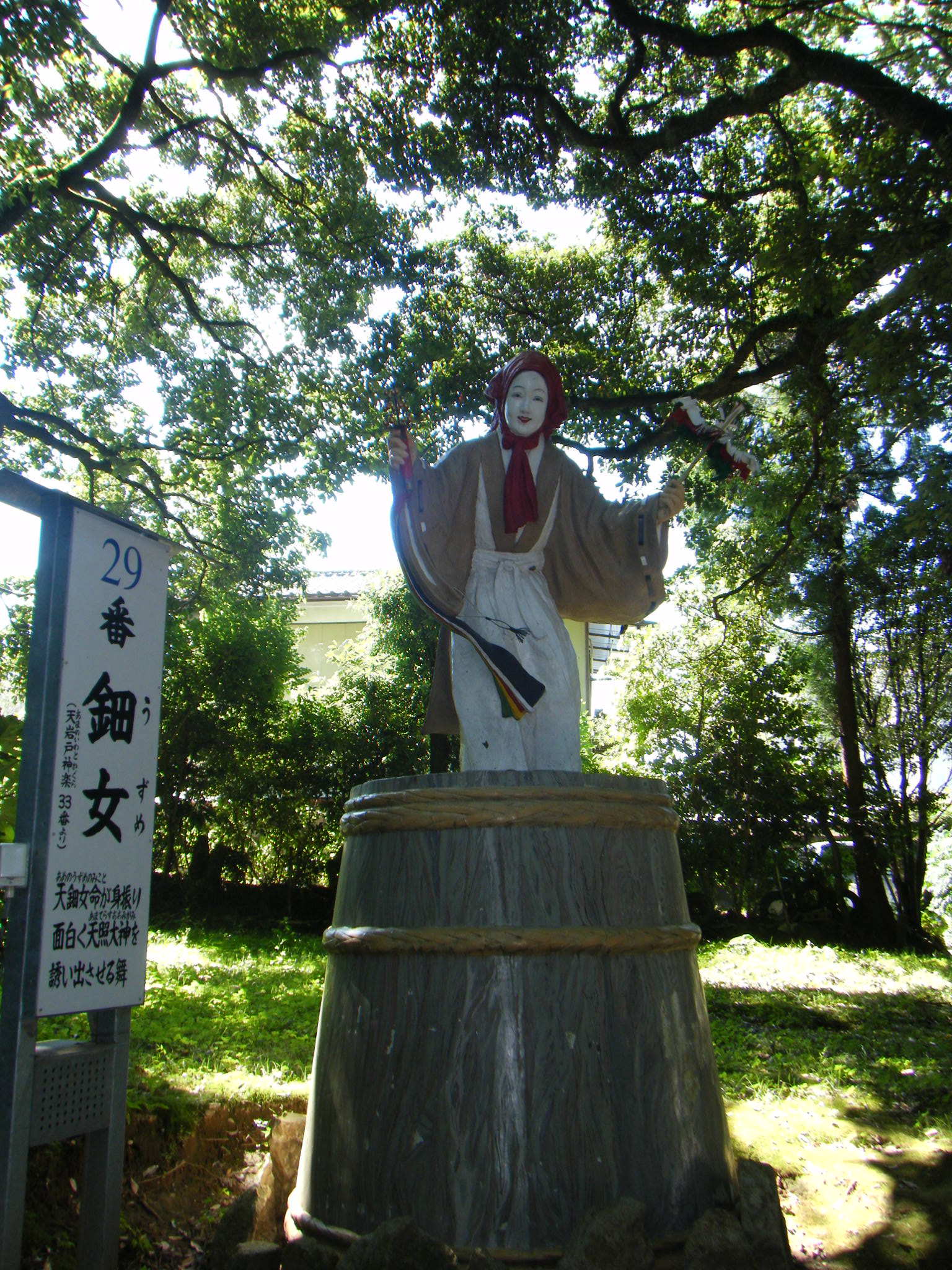
Statua di Ama-no-Uzume a Amanoiwato-jinja

Ama-no-Uzume, Ame-no-Uzume o Ame-no-Uzume-no-Mikoto (天宇受売命, 天鈿女命?) è una divinità femminile della shintoismo, moglie dello spirito Sarutahiko Okami.

## Leggende
Nella mitologia giapponese, Ama-no-Uzume rappresenta lo spirito (Kami) dell'alba e a lei sono legate più versioni del mito dell'eclissi. Una di esse riporta che con l'aiuto di uno specchio fece uscire la dea del sole Amaterasu dalla grotta Ama-no-Iwato nella quale si era rifugiata per sfuggire all'ira del dio della tempesta Susanoo. 
Secondo un'altra versione, in cui viene enfatizzato il ruolo della danza e del bugaku, la dea del sole Amaterasu si nascose in una grotta perché fu ferita dal comportamento inaccettabile del fratello Susanoo. Vicino all'ingresso della caverna la dea Ame-no-Uzume iniziò a danzare con un mastello in mano, preoccupando gli altri dei. Ame-no-Uzume già era mezza nuda e continuava a perdere i propri vestiti mentre ballava ed Amateratsu non poté non uscire dalla grotta quando sentì gli dèi ridere ed il mondo riebbe il sole. 
Il collegamento fra un personaggio sacro, di genere femminile, l'esposizione oscena, il riso che ne scaturisce e che favorisce il ritorno alla vita è noto in molte culture e in molte epoche, a occidente come a oriente.
La famiglia imperiale giapponese è considerata diretta discendente di Amaterasu e Ame-no-Uzume, secondo questa leggenda, è la patrona della musica e della danza.